# La Fièvre du jazz
Pour l’article homonyme, voir Syncopation (film, 1929).
Pour plus de détails, voir Fiche technique et Distribution.
La Fièvre du jazz (Syncopation) est un film américain en noir et blanc réalisé par William Dieterle, sorti en 1942.

## Synopsis
À la Nouvelle-Orléans, la jeune Kit Latimer, qui aime et joue de la musique noire-américaine, part s'installer à Chicago avec son père architecte, George. Dix ans plus tard, Kit découvre que le ragtime de son enfance s'est transformé en jazz. 
Johnny Schumacher, joueur de cornet, se lie d'amitié avec Kit. Cette dernière est arrêtée après que sa musique au piano a provoqué une émeute dans un club. Quand elle est relâchée, elle et Johnny forment un groupe de musique. Après un démarrage lent, le son "innovant" de leur musique ravit le public, qui le trouve parfait pour la danse. Ce nouveau style est appelé swing et révolutionne la musique de jazz.

## Fiche technique
- Titre original : Syncopation
- Titre français : La Fièvre du jazz
- Réalisation : William Dieterle
- Scénario : Philip Yordan et Frank Cavett, d'après une histoire de Valentine Davies
- Musique : Leith Stevens
- Direction artistique : Albert S. D'Agostino
- Photographie : J. Roy Hunt
- Montage : John Sturges
- Société de production : RKO Pictures
- Pays de production :  États-Unis
- Langue d'origine : anglais américain
- Format : noir et blanc — 35 mm — 1,37:1 — son : mono
- Genre : comédie
- Durée : 88 minutes
- Dates de sortie : 
  - États-Unis : 22 mai 1942
  - France : 3 mai 1946 (sortie partielle)

## Distribution
- Adolphe Menjou : George Latimer
- George Bancroft : Mr Porter
- Todd Duncan : Rex Tearbone
- Connee Boswell : la chanteuse du café
- Ted North (en) : Paul Porter
- Frank Jenks : Smiley Jackson
- Jessica Grayson (en) : Ella
- Mona Barrie : Lillian
- Jackie Cooper : Johnny
- Bonita Granville : Kit Latimer
- Clinton Rosemond : Professeur Topeka
- Dudley Dickerson : Musicien
- Charlie Barnet : lui-même
- Benny Goodman : lui-même
- Harry James : lui-même
- Jack Jenney (en) : lui-même
- Gene Krupa : lui-même
- Alvino Rey (en) : lui-même
- Joe Venuti : lui-même
- Hall Johnson Choir : eux-mêmes